# کاتبی ترشیزی

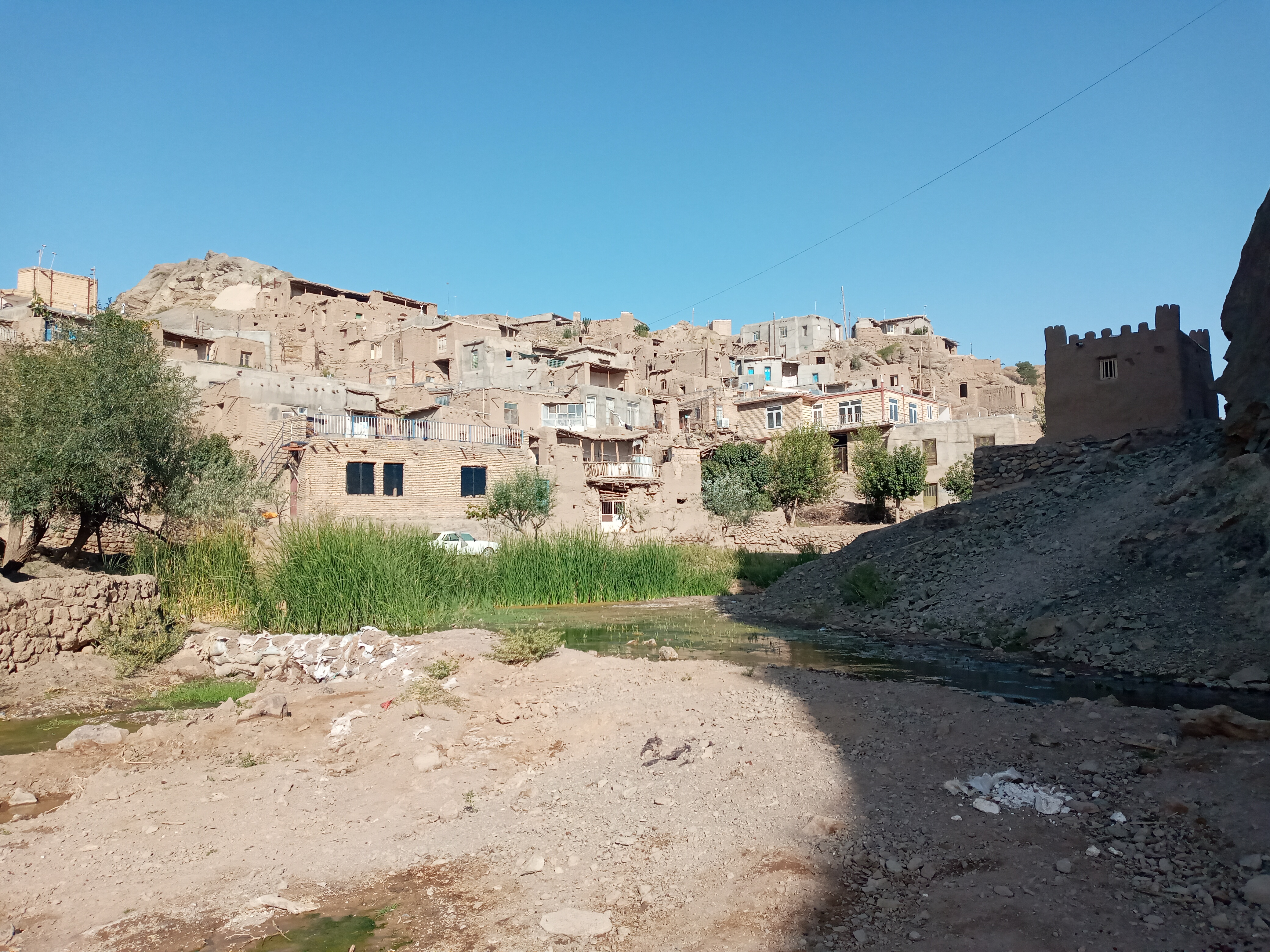
روستای طرق؛ زادگاهٔ کاتبی ترشیزی

شمس‌الدین محمد بن عبدالله کاتبی ترشیزی نام شاعر و خطاط شهیر ایرانی در سده نهم قمری است. وی در روستای طرق، نزدیک ترشیز و نیشابور، به دنیا آمد و به همین سبب او را نیشابوری و ترشیزی نیز خوانده‌اند.

## تحصیلات
کاتبی شعر و ادبیات و خوش‌نویسی را در نزد سیمی نیشابوری آموخت؛ تا اینکه کاتبی، نیشابور را به قصد هرات رها کرد و در هرات به خدمت بایسنقر پسر شاهرخ رسید؛ و قصایدی را نیز در مدح او سرود. پس از آن محمد کاتبی به استرآباد، مازندران، گیلان، شروان و آذربایجان سفر کرد. در شروان، منوچهرشاه شروانی را چندین بار مدح نمود و از او صله دریافت کرد. پس از آن در آذربایجان، اسکندر قره‌یوسف، یکی از شاهزادگان قراقویونلو را ستایش نمود. در گیلان، به سلطان ابراهیم میرزا تیموری خدمت کرد. آن‌گاه کاتبی، روی به اصفهان نهاد و به خدمت ابن ترکه اصفهانی پیوست و در نزد او اصول عرفان و تصوف را آموخت. پس از مدتی، کاتبی به استرآباد بازگشت.

## درگذشت
کاتبی در استرآباد و در سال ۸۳۹ قمری احتمالاً در اثر طاعون درگذشت.

## آثار
از کاتبی منظومه‌هایی چون گلشن ابرار، ده باب، محبّ و محبوب، سی‌نامه، مجمع‌البحرین و تجنیسات برجای مانده است. دیوان او مرکب از قصایدی در حمد خدا، ستایش پیامبر اسلام و برخی شاهان و امیران است. کاتبی، در قصاید به استقبال شاعرانی چون خاقانی و کمال‌الدین اسمعیل رفته است.